# Salem Al-Alawi
Salem Al-Alawi (21 agosto 1973) è un ex calciatore saudita, di ruolo centrocampista.